# George Thunstedt
George Thunstedt, född Karl Georg Thunstedt 20 september 1907 i Falun, död på samma ort 29 oktober 1992, var en svensk skådespelare och sångare. Han hade under många år en fast roll i Skinnarspelet.

## Filmografi
- 1938 – Julia jubilerar
- 1938 – Kloka gubben
- 1940 – Mannen som alla ville mörda
- 1940 – Frestelse
- 1971 – Sound of Näverlur
- 1980 – Sinkadus (TV-serie)